# Joe Perry (zenész)
Anthony Joseph "Joe" Perry (Lawrence, Massachusetts, 1950. szeptember 10. –) amerikai zenész, aki az Aerosmith szólógitárosaként és dalszerzőjeként vált ismertté. 2003-ban a Rolling Stones magazin minden idők 100 legjobb gitárosának a listáján a 48. helyre választotta. A lista 2011-es újabb változatán a 84. helyre került.

## Pályafutása
Joe apai ágon portugál származású. Nagyapja Madeira szigetéről származott, ő változtatta családnevét Pereiráról Perryre, amikor megérkezett az Egyesült Államokba. Anyai ágon olasz származású. Perry a Massachusettsi Lawrence-ben született és egy kisvárosban, Hopedale-ben nőtt fel. Apja könyvelő volt, míg édesanyja középiskolai testnevelő tanár, majd aerobikoktató (Édesapja 1975-ben hunyt el). Joe a Vermont Akadémiára járt középiskolába.

## Aerosmith
- bővebben: Aerosmith

Joe az első zenekarát Tom Hamiltonnal alapította meg. Ez volt a The Jam Band. Miután találkozott Steven Tylerrel, elkezdtek hármasban zenélni. Hozzájuk csatlakozott még Brad Whitford ritmusgitáros és Joey Kramer dobos. Ezzel megszületett az Aerosmith.
Kezdetben Rolling Stonest játszottak. Első koncertjük egy gimnáziumban volt. Nem sokkal később kiadták az első lemezüket az Aerosmitht(1973), olyan híres számokkal mint a Dream On és a Mama Kin. Egy év múlva kiadták a Get Your Wingst (1974), majd az igazi áttörést jelentő Toys In The Atticot (1975). Ezen olyan híres dalok szerepeltek, mint például a Joe és Steven által írt Walk This Way (amit később a Run D.M.C.-vel együtt feldolgoztak), Toys In The Attic, valamint a Sweet Emotion. Ez idő tájt Amerika egyik legsikeresebb zenekara voltak, és ahogy az lenni szokott a rocksztároknál, ilyenkor jönnek a drog és alkoholproblémák. Stevent egyszer a határőrök kapták el kábítószer birtoklása miatt.
Ezután kiadták a Rocks (1976)című albumot, ami a slágerlista 3. helyét érte el. 1977-ben megjelent a Draw the Line. Ezen a Bright Light Fright című számot Joe énekli. '79-ben még kiadták a Night in the Ruts. Ekkoriban már nagyon rossz volt a tagok kapcsolata egymással. Egyszer Clevelandben Joe akkori felesége hozzávágott egy üveget Tom Hamilton feleségéhez. Nem sokkal később Joe kilépett az Aerosmithből és egy saját zenekart alapított.

## The Joe Perry Project
A 70-es évek végére Joe megalapította a saját zenekarát The Joe Perry Project néven. Debütáló albumuk, a Let the Music Do the Talking a Billboard listáján a #47 helyre jutott, és 250.000 példányt adtak el belőle. Az album producere Jack Douglas volt aki a '74-es Get Your Wings, '75-ös Toys in the Attic, '76-os Rocks és a '77-es Draw the Line című Aerosmith lemezek producere is volt. Turnéra indultak a lemezzel, de néhány koncert után Ralph Morman énekest kirúgták. A helyére Joey Mala érkezett, aki csak a turné végéig volt a zenekar tagja, mert őt is kirúgták. Helyére felvették Charlie Farren énekes-ritmusgitárost. Ebben a felállásban rögzítették a következő albumukat, az I've Got the Rock'n'Rolls Againt, ami a Columbia Records gondozásában jelent meg, 1981-ben. Az album kevesebb figyelmet kapott az előzőnél. Ebben az is közrejátszott, hogy a kiadó nem akarta promotálni az albumot. Ez időtajt Joe-nak továbbra is drog problémái voltak, ami nagy hatással volt a zenekarra.
A következő album az MCA Records gondozásában jelent meg, 1983-ban, Once a Rocker, Always a Rocker címmel. A felállás a következő volt: Joe Perry – gitár, ének; Cowboy Mach Bell – ének; Danny Hargrove – basszusgitár; Joe Pet – dob; Harry King – billentyűsök. Az albumnak ugyanaz lett a sorsa, mint az előzőnek. Összesen 40.000 példányt adtak el belőle, és ezzel csúnyán megbukott. A zenekar egy elindult egy utolsó turnéra ahová Brad Whitford ex-Aerosmith gitáros is elkísérte.
1984-ben Joe visszatért az Aerosmithbe, ezzel feloszlott a The Joe Perry Project.
1999-ben megjelent egy válogatásalbum The Music Still Does the Talking: The Best of the Joe Perry Project címmel.

## Visszatérés a reflektorfénybe
1986-ban a Run D.M.C.-vel közösen feldolgozták a nagy sikerű Walk This Way-t, és ezzel újra a rockzene középpontjába kerültek.
1987-ben kiadták a Permanent Vacation című lemezt, ami fordulópont volt az Aerosmith életében. Több mint 5 millió példányt adtak el belőle. Ezt követően 1989-ben kiadták a Pump-ot (tripla-platinalemez) és 1993-ban a Get A Grip-et (7x platinalemez). Ez idő tájt Joe és Steven újra a legjobb barátok lettek.

## Szóló
Joe 2005-ben kiadta első szólóalbumát Joe Perry címmel. A lemezt otthoni stúdiójában vette fel, ami Boston külvárosában található. A lemez jó kritikákat kapott. A Rolling Stones zenei szaklap 3 és fél csillaggal (az ötből) jutalmazta a lemezt.
Egy Joe Perry szólólemez?! Itt volt az ideje!
2006-ban Grammy-díjra jelölték a "Mercy" című dalért.

### Szóló diszkográfia
- Let the Music Do the Talking (1980)
- I've Got the Rock'n'Rolls Again (1981)
- Once a Rocker, Always a Rocker (1983)
- Joe Perry (2005)
- Have Guitar, Will Travel (2009)